# Mads Græsbøll Christensen
 Mads Græsbøll Christensen  (født i 1977) er en dansk professor ved Aalborg Universitet med speciale i signalbehandling med særligt fokus på lyd ved Institut for Arkitektur og Medieteknologi på Aalborg Universitet. Han er leder af Audio Analysis Lab, der forsker i lyd og signalbehandling til lyd og akustiske formål.   Mads Græsbøll Christensen har tidligere været ansat på Institut for Elektroniske Systemer på Aalborg Universitet samt været gæsteforsker på Philips Research Labs, ENST, UCSB og Columbia University. Han har yderligere skrevet bøger og artikler om disse emner i videnskabelige tidsskrifter. Endeligt har han været både tutorial- og keynote-speaker ved større internationale konferencer. 

## Kort biografi
Mads Græsbøll Christensen er født i 1977 i København. Han blev uddannet civilingeniør i 2002 på Aalborg Universitet, hvor han i 2005 også opnåede ph.d. graden. Fra 2005 til 2009 var han postdoc og siden adjunkt ved Institut for Elektroniske Systemer på Aalborg Universitet. Herefter blev Mads Græsbøll Christensen tilknyttet Institut for Arkitektur og Medieteknologi på Aalborg Universitet, først som lektor og derefter professor. 

## Forskning
Mads Græsbøll Christensens forskning er rettet mod signalbehandling til lyd og akustiske formål med fokus på både teoretiske og praktiske aspekter i forhold til både tale, musik og lyd generelt Han har endvidere arbejdet med emner som komprimering, estimationsteori, signalmodellering, modelselektion, sparse approksimationer, spektralanlayse og array signalbehandling. Denne forskning har fundet praktisk anvendelse i en lang række områder, herunder høreapparater, streaming af lyd, IP telefoni, stemmeanalyse, musisk transskribering og sygdomsdiagnosticering på baggrund af stemmesignaler. Mads Græsbøll Christensen er bedst kendt for sit arbejde på statistiske metoder estimering af grundfrekvens, sparse approksimationer, lineær prædiktion og statistisk signalbehandling til tale- og lydsignaler. Han har været involveret i flere større nationale og internationale forskningsprojekter finansieret af Danmarks Frie Forskningsfond, Innovationsfonden, Villum Fonden og Europa-kommissionen. 

## Æresbevisninger og priser
- EURASIP Early Career Award 2016. [4]
- IEEE Signal Processing Society Outstanding Editorial Board Member Recognition Award 2016.
- Medforfatter på paper, der modtog IEEE Signal Processing Society Young Author Best Paper Award 2014. [5]
- Statoil Prize 2013. [6]
- Modtager af VILLUM Young Investigator grant. [7]
- Danmarks Frie Forskningsfonds Young Researcher’s Award 2007.
- Spar Nord Fondens forskningspris 2006. [8]
- IEEE Int. Conf. Acoust., Speech, Signal Proc. 2006 Student Paper Contest Award, for paper’et Computationally Efficient Amplitude Modulated Sinusoidal Audio Coding using Frequency-Domain Linear Prediction.

## Udvalgte publikationer
- S. M. Nørholm, J. R. Jensen, and M. G. Christensen, “Instantaneous pitch estimation with optimal segmentation for non-stationary voiced speech,” IEEE Trans. Audio, Speech, Language Process., vol. 24(12). pp. 2354-2367, 2016.
- J. K. Nielsen, T. L. Jensen, J. R. Jensen, M. G. Christensen, and S. H. Jensen, "Fast fundamental frequency estimation: Making a statistically efficient estimator computationally efficient", Elsevier Signal Process., vol. 135, pp. 188-197, Jun, 2017.
- J. R. Jensen, J. Benesty, and M. G. Christensen, “Noise reduction with optimal variable span linear filter,” IEEE Trans. Audio, Speech, Language Process., vol. 24(4), pp. 631–644, 2016.
- J. K. Nielsen, M. G. Christensen, A. T. Cemgil, and S. H. Jensen, “Bayesian model comparison with the g-prior,” IEEE Trans. Signal Process., vol. 62(1), pp. 225–238, 2014.
- M. G. Christensen, “Accurate estimation of low fundamental frequencies,” IEEE Trans. Audio, Speech, Language Process., vol. 21(10), pp. 2042–2056, 2013.
- D. Giacobello, M. G. Christensen, M. N. Murthi, S. H. Jensen, and M. Moonen, “Sparse linear prediction and its applications to speech processing,” IEEE Trans. Audio, Speech, Language Process., vol. 20(5), pp. 1644–1657, 2012.
- M. G. Christensen and A. Jakobsson, “Optimal filter designs for separating and enhancing periodic signals,” IEEE Trans. Signal Process., vol. 58(12), pp. 5969–5983, 2010.